# Úlcera péptica
La úlcera péptica (también, enfermedad ácido-péptica) es una úlcera que afecta a la mucosa que recubre el estómago o el duodeno (la primera parte del intestino delgado). De acuerdo con su ubicación se clasifica en úlcera gástrica o úlcera duodenal, esta última mucho más frecuente. La úlcera péptica puede aparecer tanto en mujeres como en hombres desde la infancia hasta una edad avanzada. Se trata de una enfermedad común que afecta a una de cada 10 personas en algún momento de su vida. 
La causa de la úlcera es un desequilibrio entre los factores agresivos para la mucosa gastroduodenal y los defensivos.  Entre los agentes agresivos los más importantes son: la secreción gástrica de ácido clorhídrico (por las  células parietales), la infección por la bacteria Helicobacter pylori (causante de la mayoría de los casos) y los tratamientos con medicamentos antiinflamatorios no esteroideos (AINE) como la aspirina y el ibuprofeno. Los factores protectores son la secreción gástrica de moco y bicarbonato, el flujo sanguíneo adecuado a la mucosa gastroduodenal, los mecanismos naturales de reparación de la mucosa y la secreción de prostaglandinas que estimulan la producción de moco y bicarbonato.

## Características de una úlcera péptica
Una úlcera o ulcus es una lesión de la piel o membrana mucosa, crateriforme (con forma de un cráter, al perderse parte del tejido), y con escasa o nula tendencia a la cicatrización. Una úlcera péptica es aquella que afecta la mucosa que recubre el estómago o el duodeno (la primera parte del intestino delgado). Las úlceras pueden afectar tanto a las mujeres como a los hombres, sin importar su edad.
Una úlcera péptica es una lesión erosiva crónica del revestimiento del estómago o del duodeno, que es el principio del intestino delgado. La causa mayoritaria de la úlcera péptica es la infección bacteriana causada por Helicobacter pylori, pero algunas úlceras son causadas por el uso prolongado de antiinflamatorios no esteroideos (AINE), como la aspirina (ácido acetilsalicílico). En contadas ocasiones, tumores cancerígenos del estómago o del páncreas pueden causar úlceras. Las úlceras pépticas no son causadas por ningún tipo de alimentos picantes o muy condimentados, pero sí son exacerbadas por ellos cuando ya están formadas, lo mismo ocurre con el estrés, no es factor etiológico (causante), pero sí predisponente y agravante.

## Epidemiología
La úlcera péptica es una anomalía muy frecuente que afecta al 10 % de la población en algún momento de su vida. Sin embargo, debido a los eficaces medicamentos que existen para tratarla, la mortalidad que produce es escasa, únicamente causa entre dos y tres fallecimientos por 100 000 habitantes al año. La mayoría originados por complicaciones como hemorragias digestivas o perforación con peritonitis. En el pasado la mortalidad que causaba era considerablemente más alta. 
Existen algunas diferencias entre la úlcera gástrica y la duodenal. La primera es igual de frecuente en ambos sexos, mientras que la segunda se da en mayor proporción en los varones.
En relación con los distintos factores implicados en su etiología, se calcula que alrededor del 50 % de la población mundial adulta está infectados por el germen Helicobacter pylori y solamente entre el 10 y el 20 % de los infectados presenta úlcera péptica, por lo que debe considerarse que este germen no es el origen único de la enfermedad, sino únicamente uno de los muchos factores que están implicados en su aparición.
En relación con los medicamentos antiinflamatorios no esteroideos cuya utilización está muy generalizada para tratar el dolor articular, la cefalea o para descender la fiebre, alrededor del 25 % de las personas que los utilizan habitualmente pueden llegar a presentar úlcera péptica o algún trastorno relacionado y alrededor del 75 % de aquellos que han presentado una hemorragia digestiva han empleado este tipo de medicamentos poco antes de la aparición de esta complicación.

## Síntomas
El síntoma más característico es la existencia de dolor que se localiza en la zona central y superior del abdomen (epigastrio). El dolor puede definirse como corrosivo y suele hacer su aparición entre 1 y 3 horas después de las comidas o por la noche durante las horas de sueño. Suele suceder tras la ingesta de alimentos, y seguir una evolución cíclica con exacerbaciones de semanas o meses de duración que se intercalan con periodos en los que no se manifiesta.
Otros síntomas frecuentes son la existencia de reflujo gastroesofágico, pirosis, ardores o acidez que desaparecen con la toma de algún agente alcalino como el bicarbonato o los antiácidos. También náuseas, vómitos y pérdida de peso. En algunos casos hasta sangrado.
Hay que tener en cuenta que este cortejo de manifestaciones no siempre están presentes. Algunas personas presentan tan solo un síntoma leve o ninguno. Muchos de estos síntomas son semiologías compartidas por otras afecciones como la gastritis erosiva, litiasis biliar, pancreatitis, cáncer de estómago, etc.

## Complicaciones

### Hemorragia digestiva
Los síntomas son variables, pues la hemorragia puede ser masiva y manifestarse en forma de vómitos con sangre (hematemesis) o bien como deposiciones de color negro y aspecto característico que se llaman melenas. A veces pasa inadvertida para el paciente y produce una anemia que progresa en el plazo de días o semanas.
Se trata de una complicación muy peligrosa que puede poner en peligro la vida del paciente, por lo cual ante su presencia o sospecha es preciso acudir urgentemente al médico. Generalmente es preciso realizar una endoscopia para comprobar con exactitud el punto de sangrado.

### Perforación
Es una grave complicación que se produce cuando la úlcera atraviesa totalmente la pared del estómago o duodeno. El contenido gástrico entra en contacto con el peritoneo y produce una peritonitis aguda.
Se manifiesta por un intenso dolor abdominal localizado en la porción superior del abdomen (epigastrio) que comienza de forma abrupta y se describe frecuentemente como «dolor en puñalada».
Si se confirma la presencia de esta complicación, es imprescindible la realización con carácter urgente de una intervención quirúrgica para cerrar la perforación. La cirugía más frecuente para su reparación consiste en realizar un Parche de Graham.

### Obstrucción pilórica
El píloro es la válvula que comunica el estómago con el intestino. Cuando existe una úlcera péptica situada cerca del píloro, puede ocurrir que los fenómenos de inflamación y cicatrización reiterados originen una obstrucción en esta estrecha zona. Ello ocasiona que el contenido del estómago tenga dificultad en seguir su camino natural hacia el duodeno y el intestino delgado para continuar la digestión.
El síntoma más característico de la obstrucción pilórica es el vómito retencionista de alimentos ingeridos entre 6 y 8 horas antes.

### Penetración
Se produce principalmente en las úlceras situadas en la cara posterior, las cuales pueden perforar lentamente la pared del estómago o duodeno y penetrar en órganos vecinos como páncreas, epiplón, vía biliar, hígado y colon. 
Cuando esto ocurre, el dolor cambia sus características clásicas, se hace más intenso y permanente. Aparecen nuevos síntomas dependiendo del órgano afectado, por ejemplo elevación de los niveles de amilasa en sangre si la penetración tiene lugar sobre el páncreas.
El diagnóstico se basa en la presencia de síntomas sugestivos y en la realización de pruebas complementarias que demuestren la lesión.
La técnica diagnóstica más eficaz es la endoscopia. Esta se realiza mediante el endoscopio, que es un tubo fino y flexible provisto de una luz y una pequeña cámara en la punta. Después de haberle dado un sedante al paciente, el médico introduce cuidadosamente el endoscopio por la boca de la persona y lo va haciendo descender por la garganta hasta llegar al esófago, estómago y duodeno. De esta manera, se puede observar directamente el revestimiento de estos órganos. El médico puede valerse del endoscopio para tomar fotos de las úlceras o para extraer un fragmento diminuto de tejido para examinarlo con el microscopio (biopsia).
Si se identifica una úlcera, el médico puede realizar pruebas para comprobar si el paciente está infectado con H. pylori. Estos estudios pueden realizarse mediante pruebas de sangre, aliento y tejido. Las pruebas de sangre son las más comunes. Permiten detectar anticuerpos contra dicha bacteria. La prueba de aliento se usa principalmente después del tratamiento para ver si este dio resultado, pero se pueden usar también para el diagnóstico.
Si no es posible realizar la endoscopia, puede recurrirse a radiografías con contraste. Se da a beber al paciente un líquido de consistencia parecida al yeso (el contraste de bario está contraindicado si se sospecha de perforación, ya que no es hidrosoluble, en ese caso se utilizará gastrografín). Gracias al mismo cualquier posible úlcera se ve más claramente en la radiografía. La radiología es una técnica que tiene menor sensibilidad y especificidad que la endoscopia y además no permite la toma de biopsias, por lo cual no está recomendada como primera opción diagnóstica.

## Tratamiento de las úlceras pépticas
Durante muchos años el tratamiento de las úlceras pépticas se basaba en guardar reposo en cama y seguir una dieta esticta libre de estimulantes irritantes de por vida y si había complicación como hemorragia se recurría a la cirugía y se prescribía igualmente una dieta aún más estricta. Afortunadamente, luego de los descubrimientos a finales del siglo XX sobre sus causas estos tratamientos quedaron en el pasado.

### Supresores del ácido

#### Inhibidores de la bomba de protones
Los inhibidores de la bomba de protones son agentes antisecretores potentes que actúan sobre las células parietales del estómago y disminuyen la producción de ácido mediante la inhibición de la enzima H+K+ATPasa, la cual expulsa los hidrogeniones (H+) a la luz gástrica, los cuales al unirse al ion cloro forman el ácido clorhídrico. Se recomienda administrarlos unas horas antes de la medicación o por la mañana en pacientes plurimedicados a lo largo del día 
Son más efectivos que los antagonitas H2 (cimetidina, ranitidina y análogos).

#### Antagonistas de los receptores H2
Actúan bloqueando los receptores H2 para la histamina e inhibiendo la secreción ácida, lo que facilita la cicatrización de las úlceras. Dentro de este grupo se incluyen la ranitidina, famotidina, cimetidina, nizatidina y roxatidina.
La ranitidina es uno de los más utilizados, su efecto antisecretor tiene una duración de 12 horas por lo que suele administrarse 2 veces al día. La famotidina se administra una vez al día por su mayor duración de acción.

### Protector del revestimiento del estómago
Sucralfato, es el fármaco comercializado más efectivo cuando la úlcera ya está formada. Tiene mayor afinidad por la mucosa ulcerada favoreciendo la secreción de moco y disminuyendo la secreción ácida. Está indicado en el tratamiento de las úlceras estomacales y duodenales. Es compatible con otros IBP (inhibidores de la bomba de protones), a los cuales se asocia en los casos más graves pero se recomienda distanciar la administración entre 1-2 horas.
A diferencia de los IBP protege de sustancias irritantes exógenas y reduce la secreción de pepsina y HCl en menor grado.

### Tratamiento erradicador deH. pylori

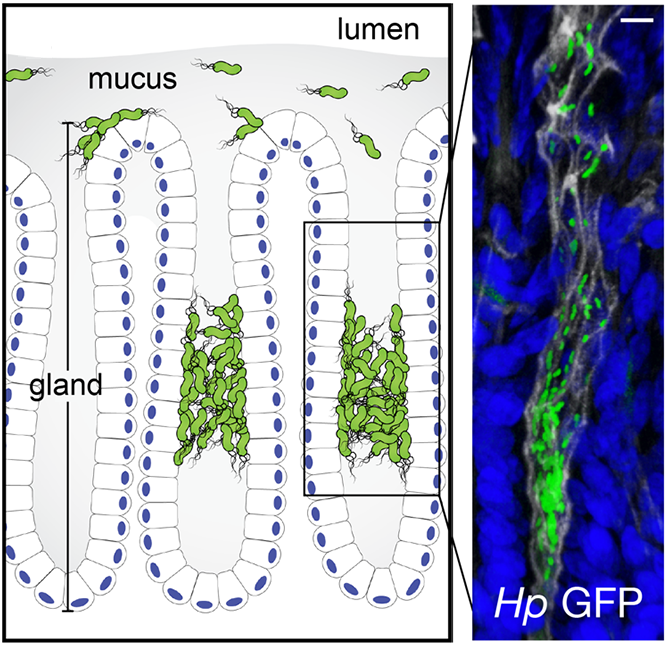
Micronichos de H. pylori (en verde) dentro de glándulas del estómago. Microscopía confocal

El tratamiento generalmente entraña la combinación de antibióticos y un inhibidor de la secreción de ácido. El tipo de antibiótico recomendado puede diferir en regiones diferentes del mundo porque algunas áreas han comenzado a mostrar resistencia a antibióticos particulares. El uso de solo un tipo de antibiótico para tratar H. pylori no se recomienda. Por lo general se emplea claritromicina y amoxicilina (o metronidazol en caso de alergia a los derivados de la penicilina) en conjunto. 
En la actualidad, la forma más eficaz de tratar el problema consiste en administrar durante dos semanas lo que se conoce como terapia triple. Ésta exige tomar dos antibióticos para matar las bacterias y un supresor de la secreción de ácido. La terapia triple administrada durante dos semanas disminuye los síntomas ulcerosos, destruye las bacterias y evita la recurrencia de la úlcera en más de 90 % de los pacientes.
Para cerciorarse de que el tratamiento ha destruido todas las bacterias H. pylori, el médico puede efectuar una endoscopia de seguimiento o una prueba del aliento entre 1 y 12 meses después del diagnóstico para comprobar la evolución.